# Lichtborn
Lichtborn (im Original Luminous) ist eine Science-Fiction-Kurzgeschichte des australischen Schriftstellers Greg Egan, zuerst veröffentlicht in Asimov’s Science Fiction im September 1995. Die Kurzgeschichte wurde ebenfalls in den Sammlungen Luminous im Jahr 1998, Dark Integers and Other Stories im Jahr 2008 und The Best of Greg Egan im Jahr 2020 veröffentlicht. Die Kurzgeschichte wurde für den Hugo Award für Beste Novelette im Jahr 1996 nominiert und ist die Vorgeschichte zu Dark Integers. Die deutsche Übersetzung erschien in der 48. Ausgabe von Asimovs Science Fiction im Jahr 1996, herausgegeben vom Heyne-Verlag.

## Handlung
Bruno und Alison, welche ihren Ph.D. bei Yuen Futing an der Fudan-Universität in China gemacht hat, diskutieren über Arithmetik und die Verbindung zwischen mathematischer Wahrheit und der physikalischen Welt. Alison besteht darauf, dass eine Manifestation von Theoremen durch Gedanken oder Berechnung notwendig ist, wodurch deren Korrektheit sich nur mit Lichtgeschwindigkeit ausbreiten kann. Sie unterstreicht diese Ansicht mit einer Aussage über sehr hohe Zahlen, welche nach 423 Schritten ihr Gegenteil impliziert und dadurch einen Widerspruch innerhalb der Arithmetik aufdeckt. Luminous, ein auf der Interaktion von Licht mit sich selbst basierender Computer, berechnet diese 423 Schritte und erstellt dann eine Karte der Insel mit Theoremen von der anderen Seite der Mathematik. Bruno vermutet die Entstehung dieser Anomalie durch bestimmte Kombinationen im Quark-Gluon-Plasma kurz nach dem Urknall. Yuen Futing weist Alison an, die Anomalie mithilfe neuer Berechnungen zu zerstören, als eine große Spitze aus dieser auftaucht und durch ihr plötzliches Verständnis der Arithmetik der anderen Seite manifestiert wird. Sie diskutieren über die dafür verantwortlichen Außerirdischen und die Möglichkeit, dass wenn ihr Angriff sich wirklich nur mit Lichtgeschwindigkeit ausgebreitet hat, diese auf der Erde in einer aufgrund ihrer anderen Mathematik unsichtbaren Form leben müssen. Doch ihre neue Einsicht könnte nun Licht auf diese neue Welt werfen.

## Übersetzung
Die Kurzgeschichte wurde ebenfalls auf Französisch (1998), Italienisch (2001), Japanisch (2002) und Spanisch (2010) übersetzt.

## Kritik
Karen Burnham schreibt in Strange Horizons über die willentliche Aussetzung der Ungläubigkeit in einer Diskussion mit mehreren Kurzgeschichten von Greg Egan, dass Lichtborn und Dark Integers nicht notwendigerweise seine besten Kurzgeschichten seien („aren’t necessarily Egan’s best stories“). Beide stützen sich stark auf ihre Handlung und bieten wenig Charakterisierung („both rely heavily on their plots, with very little characterization“). Es ist dabei sehr schwer einen erzählerischen Halt zu finden, wenn die Überladung mit Information überhand nimmt („it’s very hard to find a narrative toehold when the infodumping gets confusing“). Doch die Einleitung (von Dark Integers and Other Stories von welcher der essentielle Teil in der Kritik enthalten ist) zu lesen („reading the introduction“), mache diese einfacher zu lesen („them easier to read“). Karen Burnham argumentiert: Dann wusste ich, dass mein Gefühl der Unzusammenhängenheit nicht darauf zurückzuführen war, dass ich dumm war, sondern darauf, dass die Einbildung der Kurzgeschichte in Wirklichkeit völlig jeder wissenschaftlichen Grundlage oder Genrekonvention entbehrte. („Then I knew that my feeling of disjointedness wasn’t because I was stupid, but because the stories’ conceit really was completely without basis in any real-world science or genre convention“).
Rich Horton schreibt auf der SF Site, dass die Kurzgeschichte nicht so sehr die Idee betrifft, auch wenn diese faszinierend durchgeknallt ist, sondern die traurige politische Realität, die Egan aus dem zugrundeliegenden Sachverhalt ableitet („not so much the idea, though that remains fascinatingly loopy, but the sad political reality that Egan derives from the underlying state of affairs“).
Salik Shah schreibt im Reactor Magazine, dass die Kurzgeschichte (ebenso wie ihre Fortsetzung Dark Integers) eine aufregende Prämisse für eine Radio- oder Filmadaption wäre („would make an exciting premise for radio or film adaptation“).